# توم هوكينز (كرة سلة)
توم هوكينز (بالإنجليزية: Tom Hawkins)‏ (مواليد 22 ديسمبر 1936 في شيكاغو - 16 أغسطس 2017)، هو لاعب كرة سلة أمريكي سابق. بدأ مسيرته الاحترافية في سنة 1959. تم اختياره من قبل فريق لوس أنجلوس ليكرز خلال الدرافت. يبلغ طوله 6 قدم 5 بوصة (2.0 م). اعتزل اللعب في 1969. أحرز خلال مسيرته في الإن بي إيه 6672 نقطة بمعدل 8.7 نقاط في المباراة الواحدة. توفي هوكينز في منزله في مدينة ماليبو بكاليفورنيا يوم 16 أغسطس 2017 عن عمر يناهز 80 سنة.

## المسيرة الاحترافية
لعب مع لوس أنجلوس ليكرز من سنة 1959 إلى 1962، ثم لعب مع سكرامنتو كينغز من سنة 1962 إلى 1966، ثم لعب مع لوس أنجلوس ليكرز من سنة 1966 إلى 1969.

## روابط خارجية
- توم هوكينز على موقع إن بي أي (الإنجليزية)
- توم هوكينز على موقع سبورتس رفرنس (الإنجليزية)
- توم هوكينز على موقع كلية كرة السلة في سبورتس رفرنس.كوم (الإنجليزية)
- توم هوكينز على موقع ريلجم (الإنجليزية)
- توم هوكينز على موقع بروبوليرز (الإنجليزية)